# Richard Meier
Richard Meier (Newark, 12 de outubro de 1934) é um artista abstrato e arquiteto norte-americano, cujos desenhos geométricos fazem uso proeminente da cor branca. Vencedor do prémio Pritzker de Arquitetura em 1984, Meier projetou vários edifícios icônicos, incluindo o Museu de Arte Contemporânea de Barcelona, o Getty Center em Los Angeles e a Prefeitura de San Jose.

## Carreira

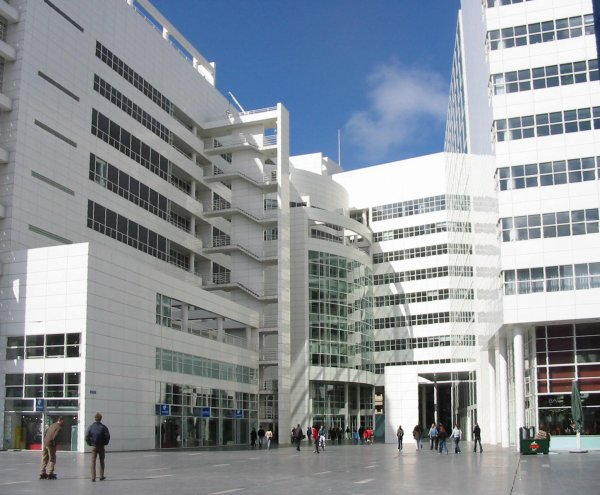
Câmara Municipal de Haia.

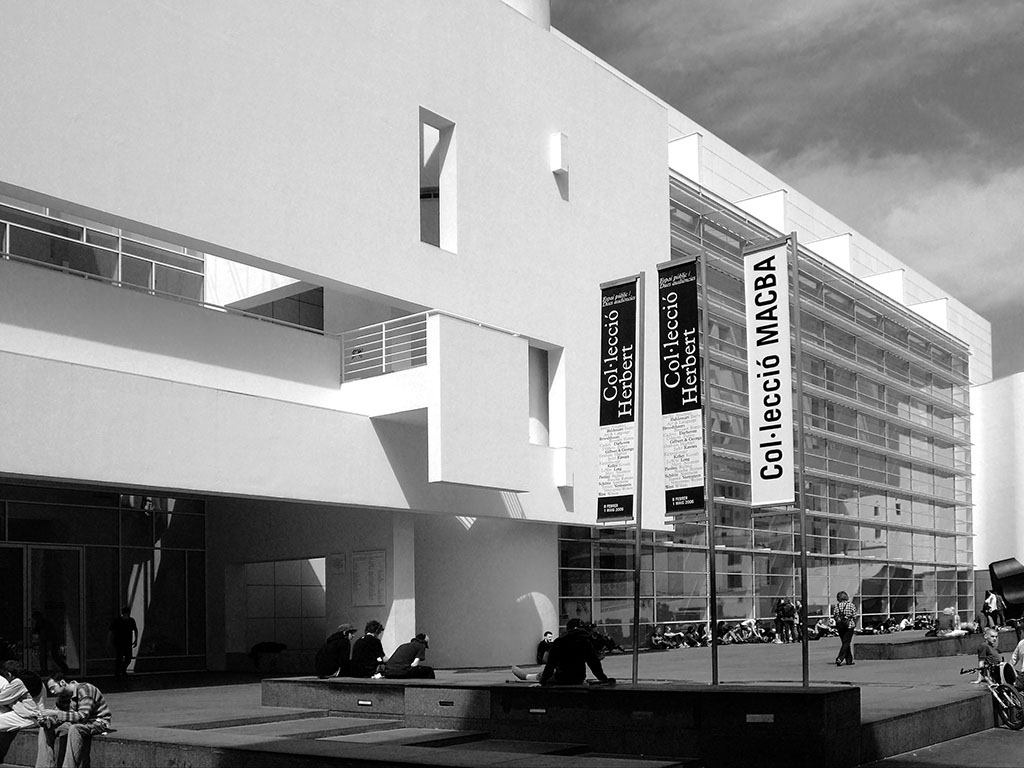
Museu de Arte Contemporânea de Barcelona.

Embora Meier tenha sido um arquiteto aclamado por muitos anos, seu projeto do Getty Center, um enorme complexo de museus em Los Angeles, Califórnia, inaugurado em 1997, o catapultou para o reconhecimento da mídia. Algumas de suas outras comissões notáveis incluem museus como o Museu de Arte Contemporânea de Barcelona na Espanha (1995) e o Paley Center for Media em Beverly Hills, Califórnia (1996); Haia, The Netherlands City Hall (1995) e San Jose City Hall (2005); edifícios comerciais, como a reconstrução da City Tower em Praga, na República Tcheca (2008); e edifícios residenciais como 173 e 176 Perry Street no West Village of Manhattan (2002) e Meier on Rothschild em Tel Aviv, Israel (2015).
Hoje, Richard Meier & Partners Architects tem escritórios em Nova York e Los Angeles, com projetos que vão da China e Tel Aviv a Paris e Hamburgo.
Grande parte do trabalho de Meier baseia-se no trabalho de arquitetos do início a meados do século 20, especialmente o de Le Corbusier, particularmente seus primeiros trabalhos. É considerado que Meier construiu mais usando as ideias de Corbusier do que qualquer pessoa, incluindo o próprio Le Corbusier.  Meier expandiu muitas ideias evidentes no trabalho de Le Corbusier, particularmente a Villa Savoye e o Pavilhão Suíço.

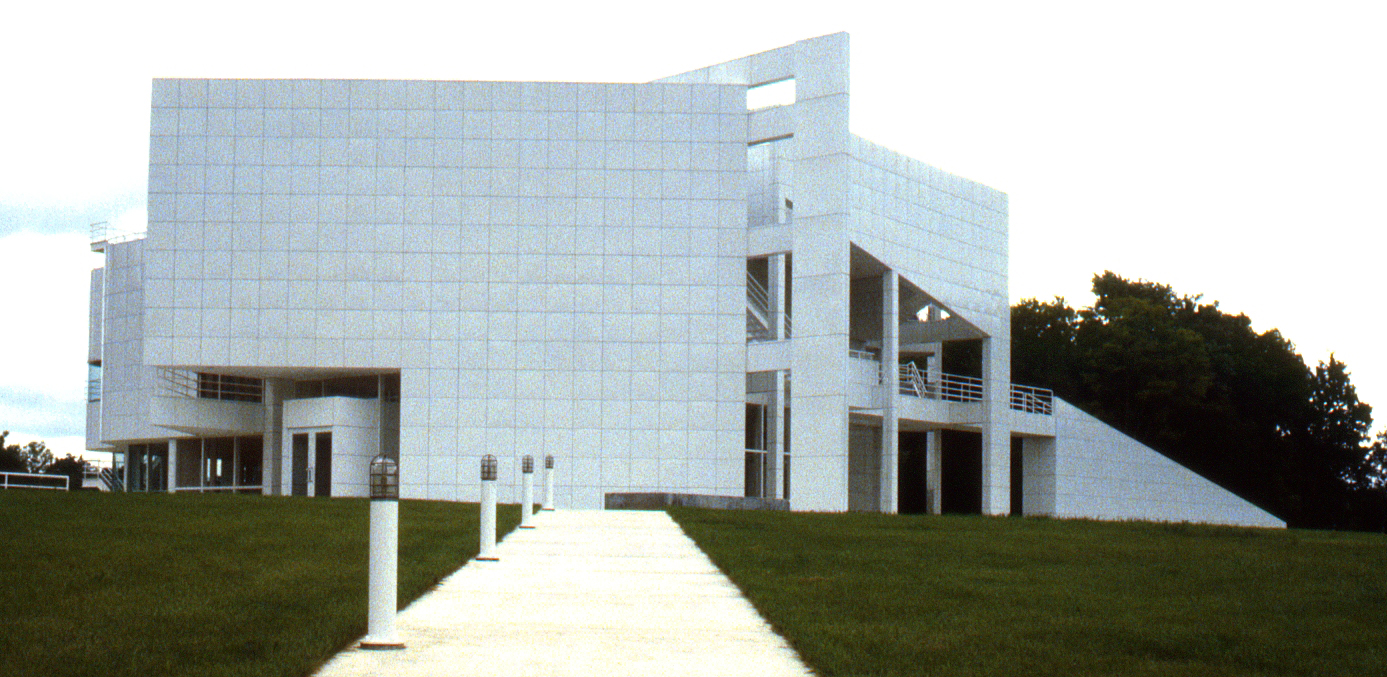
O Atheneum em New Harmony, Indiana, Estados Unidos.

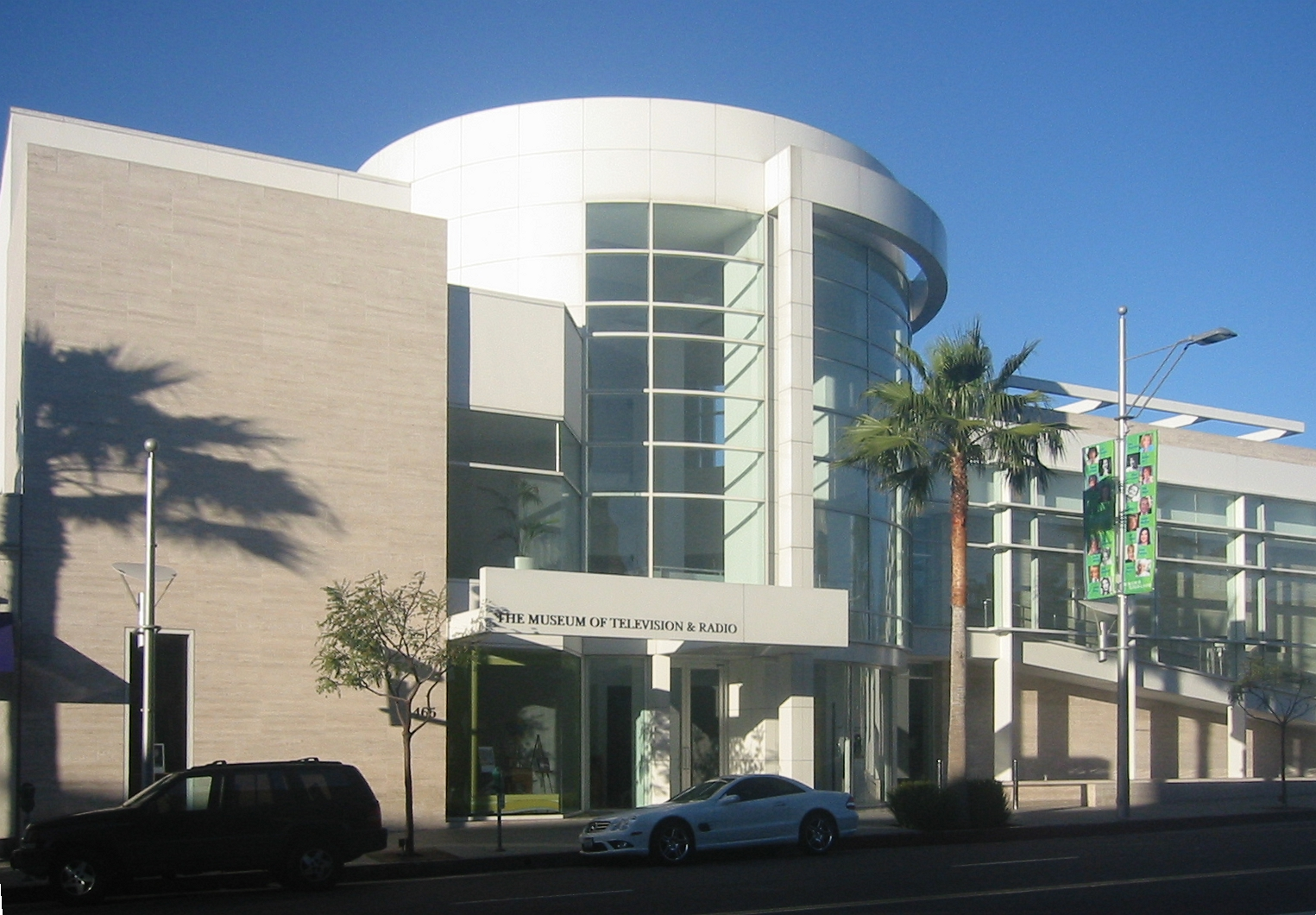
Museu da Televisão e do Rádio, Beverly Hills, Califórnia.

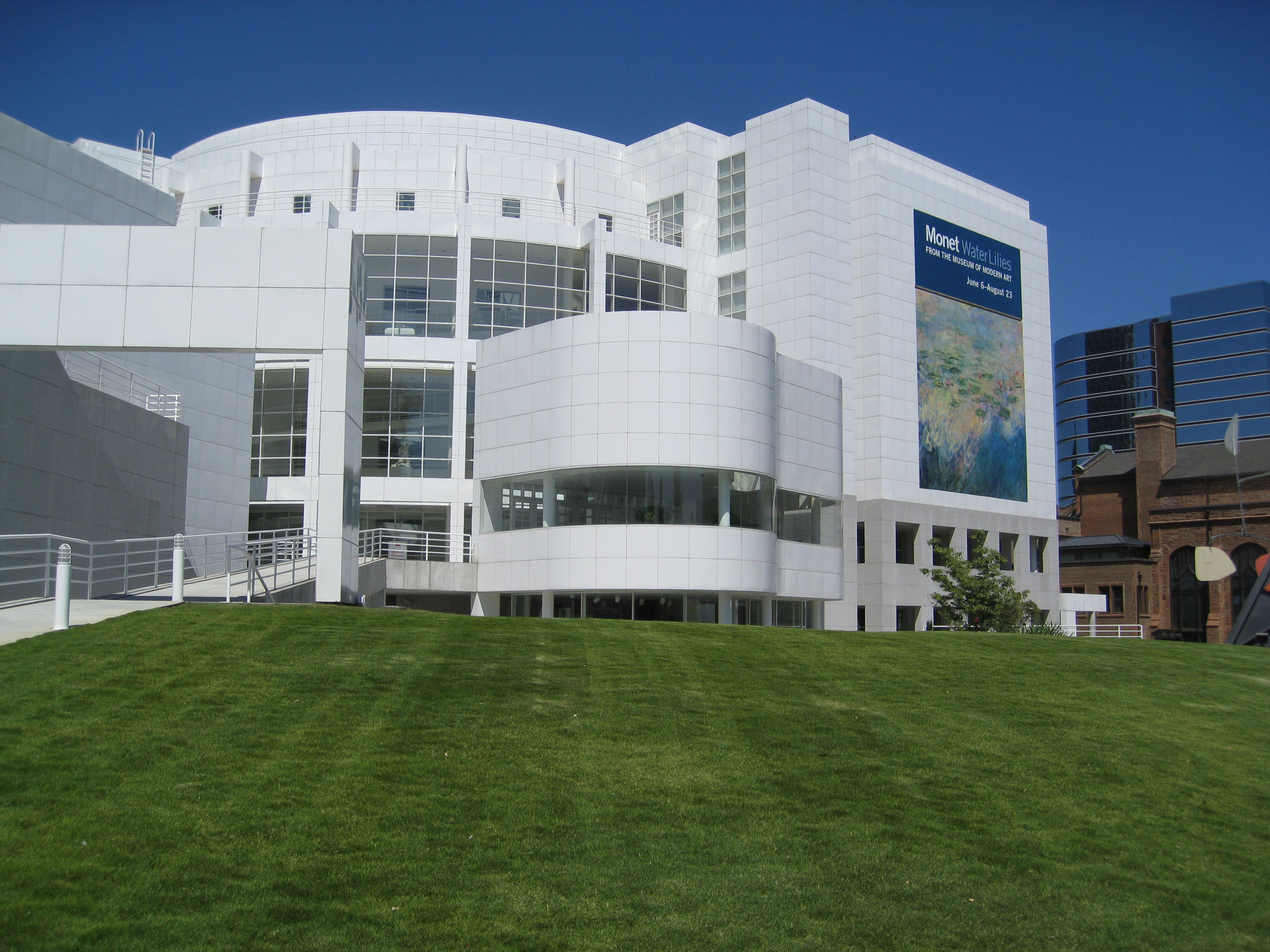
High Museum of Art em Atlanta.

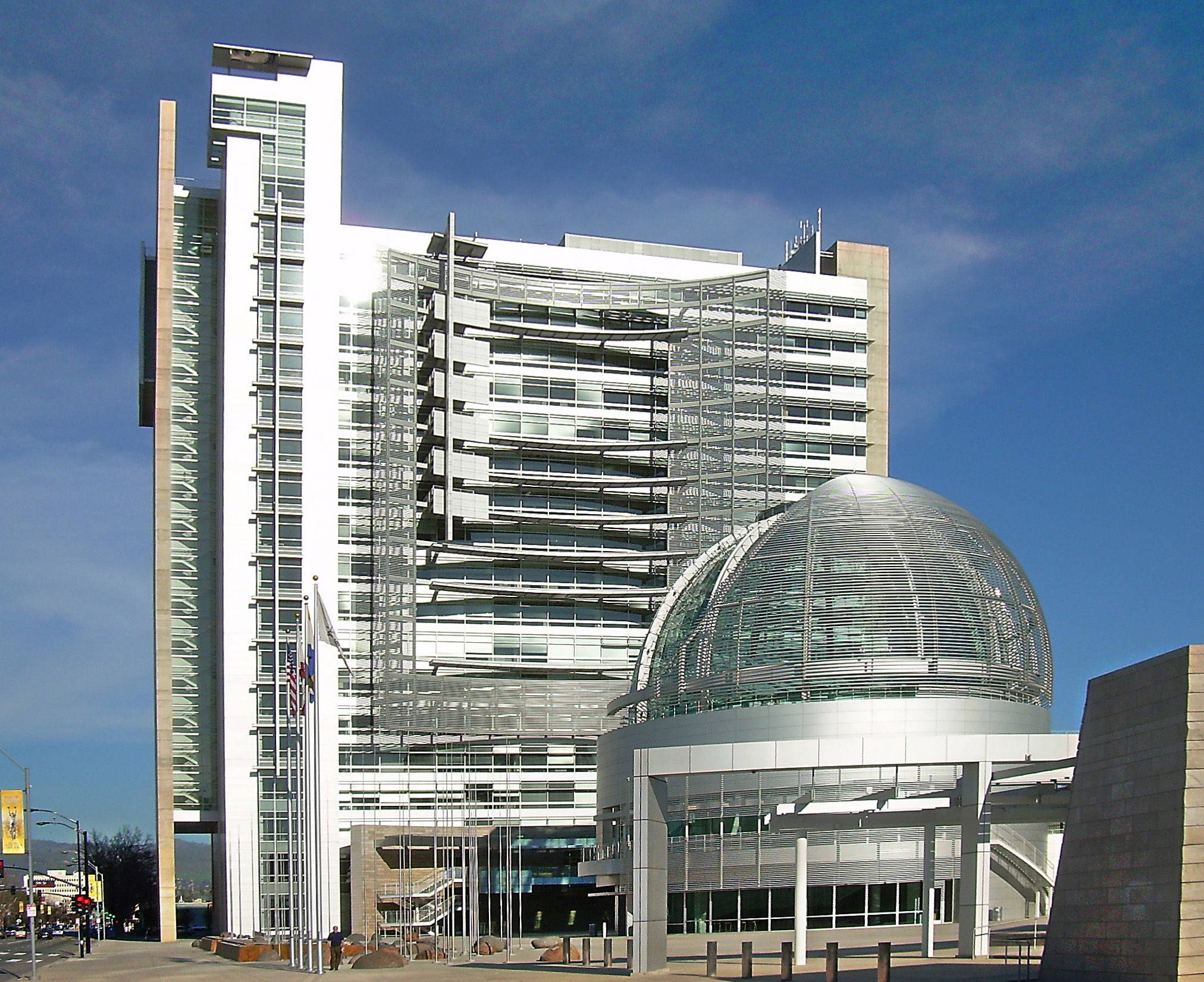
Prefeitura de San Jose, da 4th Street.

## Assédio sexual e renúncia
Em 13 de março de 2018, o The New York Times detalhou alegações de mulheres de que Meier as assediou ou agrediu sexualmente. Meier respondeu dizendo que tiraria uma licença de seis meses de sua empresa. Em resposta às alegações e ao pedido de desculpas de Meier, sua alma mater Cornell University recusou sua doação pretendida de uma cadeira nomeada e instituiu uma revisão de suas doações anteriores. Em 6 de abril de 2018, mais quatro mulheres que trabalharam anteriormente no escritório de arquitetura de Meier apresentaram alegações contra ele. As denúncias mais recentes datam de 2009. Em 9 de outubro de 2018, a empresa anunciou que sua renúncia era permanente.

## Principais projetos
- Câmara Municipal da Haia
- Igreja do Jubileu, em Roma
- Museu de Arte Contemporânea de Barcelona
- High Museum of Art, em Atlanta
- Getty Center, em Los Angeles
- Hotel Four Seasons, Flórida, um edifício contemporâneo fundido ao histórico Surf Club.[9]